# Ronde van Slovenië 2001
De Ronde van Slovenië 2001 (Sloveens: "Dirka po Sloveniji 2001") werd verreden van dinsdag 8 mei tot en met zondag 13 mei in Slovenië. Het was de achtste editie van de rittenkoers, die in 2005 deel ging uitmaken van de UCI Europe Tour (categorie 2.1). De ronde telde zeven etappes, en begon in Čatež.

## Klassementsleiders
| Etappe      | Winnaar           | Algemeen            | Punten         | Berg            | Jongeren        | Sprint              | Ploegen                |
| ----------- | ----------------- | ------------------- | -------------- | --------------- | --------------- | ------------------- | ---------------------- |
| 1           | Stefano Zanini    | Stefano Zanini      | Stefano Zanini | Boštjan Kavčnik | Matej Marin     | Boštjan Kavčnik     | Van Vliet Weba         |
| 2           | Boštjan Mervar    | Boštjan Mervar      | ??             | ??              | ??              | ??                  | ??                     |
| 3           | Faat Zakirov      | Faat Zakirov        | Boštjan Mervar | Boštjan Kavčnik | Radoslav Rogina | Matej Marin         | Amore & Vita-Beretta   |
| 4           | Dean Podgornik    | Faat Zakirov        | Boštjan Mervar | ??              | ??              | ??                  | KRKA-Telekom Slovenije |
| 5           | Seweryn Kohut     | Vladimir Miholjević | Boštjan Mervar | ??              | ??              | ??                  | Amore & Vita-Beretta   |
| 6           | Faat Zakirov      | Faat Zakirov        | Faat Zakirov   | Matej Marin     | ??              | Vladimir Miholjević | Amore & Vita-Beretta   |
| 7           | Remigius Lupeikis | Faat Zakirov        | Faat Zakirov   | Matej Marin     | Radoslav Rogina | Filippo Baldo       | Amore & Vita-Beretta   |
| Eindstanden | Eindstanden       | Faat Zakirov        | Faat Zakirov   | Matej Marin     | Radoslav Rogina | Filippo Baldo       | Amore & Vita-Beretta   |

## Etappe-uitslagen

### 1e etappe
| Čatež – Beltinci (190 km) |                |                        |          |
| Plaats                    | Naam           | Ploeg                  | Tijd     |
| Winnaar                   | Stefano Zanini | Mapei-Quick Step       | 4u51'38" |
| 2                         | Boštjan Mervar | KRKA-Telekom Slovenije | z.t.     |
| 3                         | Arnold Eisel   | KIA-Villiger Suisse    | z.t.     |

### 2e etappe
| Radenci – Ptuj (120 km) |                |                        |          |
| Plaats                  | Naam           | Ploeg                  | Tijd     |
| Winnaar                 | Boštjan Mervar | KRKA-Telekom Slovenije | 2u59'12" |
| 2                       | Milan Eržen    | KRKA-Telekom Slovenije | z.t.     |
| 3                       | Arnold Eisel   | KIA-Villiger Suisse    | z.t.     |

### 3e etappe
| Zreče – Rogla (individuele tijdrit over 16,5 km) |                     |                        |          |
| Plaats                                           | Naam                | Ploeg                  | Tijd     |
| Winnaar                                          | Faat Zakirov        | Amore & Vita-Beretta   | 0h42'27" |
| 2                                                | Martin Derganc      | KRKA-Telekom Slovenije | +00' 52" |
| 3                                                | Vladimir Miholjević | KRKA-Telekom Slovenije | +02' 01" |

### 4e etappe
| Maribor – Ljubljana (168 km) |                   |                        |          |
| Plaats                       | Naam              | Ploeg                  | Tijd     |
| Winnaar                      | Dean Podgornik    | Sava Kranj             | 3u45'50" |
| 2                            | Kazimierz Stafiej | Mroz Supradyn Witaminy | z.t.     |
| 3                            | Boris Premužic    | KRKA-Telekom Slovenije | z.t.     |

### 5e etappe
| Ivančna Gorica – Ajdovščina (175 km) |                     |                        |          |
| Plaats                               | Naam                | Ploeg                  | Tijd     |
| Winnaar                              | Seweryn Kohut       | Amore & Vita-Beretta   | 4u06'30" |
| 2                                    | Vladimir Miholjević | KRKA-Telekom Slovenije | z.t.     |
| 3                                    | Sławomir Kohut      | Amore & Vita-Beretta   | +00' 48" |

### 6e etappe
| Sežana – Vršič (158 km) |                  |                            |          |
| Plaats                  | Naam             | Ploeg                      | Tijd     |
| Winnaar                 | Faat Zakirov     | Amore & Vita-Beretta       | 4u08'46" |
| 2                       | Martin Derganc   | KRKA-Telekom Slovenije     | +00' 13" |
| 3                       | Jürgen Pauritsch | Oostenrijks Nationaal Team | +01' 59" |

### 7e etappe
| Ribnica – Novo mesto (178 km) |                   |                        |          |
| Plaats                        | Naam              | Ploeg                  | Tijd     |
| Winnaar                       | Remigius Lupeikis | Mroz Supradyn Witaminy | 4u04'40" |
| 2                             | Filippo Baldo     | KIA-Villiger Suisse    | z.t.     |
| 3                             | Andrej Gimpelj    | Dolenjska              | z.t.     |

## Eindklassementen

### Algemeen klassement
| Plaats    | Naam                | Ploeg                      | Tijd      |
| --------- | ------------------- | -------------------------- | --------- |
| Gele trui | Faat Zakirov        | Amore & Vita-Beretta       | 24u44'58" |
| 2         | Martin Derganc      | KRKA-Telekom Slovenije     | +01' 09"  |
| 3         | Vladimir Miholjević | KRKA-Telekom Slovenije     | +01' 23"  |
| 4         | Seweryn Kohut       | Amore & Vita-Beretta       | +02' 20"  |
| 5         | Sławomir Kohut      | Amore & Vita-Beretta       | +03' 54"  |
| 6         | Luca Belluomini     | CCC Mat                    | +05' 05"  |
| 7         | Jaroslaw Rebiewski  | CCC Mat                    | +05' 34"  |
| 8         | Martin Mosers       | Oostenrijks Nationaal Team | +06' 35"  |
| 9         | Simone Mori         | KIA-Villiger Suisse        | +07' 33"  |
| 10        | Jürgen Pauritsch    | Oostenrijks Nationaal Team | +08' 26"  |

### Puntenklassement
| Plaats      | Naam                | Ploeg                  | Punten |
| ----------- | ------------------- | ---------------------- | ------ |
| Blauwe trui | Faat Zakirov        | Amore & Vita-Beretta   | 55     |
| 2           | Vladimir Miholjević | KRKA-Telekom Slovenije | 48     |
| 3           | Seweryn Kohut       | Amore & Vita-Beretta   | 48     |

### Bergklassement
| Plaats        | Naam          | Ploeg                  | Punten |
| ------------- | ------------- | ---------------------- | ------ |
| Bolletjestrui | Matej Marin   | Perutnina Ptuj         | 23     |
| 2             | Filippo Baldo | KIA-Villiger Suisse    | 21     |
| 3             | Branko Filip  | KRKA-Telekom Slovenije | 6      |

### Sprintklassement
| Plaats      | Naam                | Ploeg                  | Punten |
| ----------- | ------------------- | ---------------------- | ------ |
| Groene trui | Filippo Baldo       | KIA-Villiger Suisse    | 15     |
| 2           | Vladimir Miholjević | KRKA-Telekom Slovenije | 13     |
| 3           | Seweryn Kohut       | Amore & Vita-Beretta   | 13     |

1993 · 1994 · 1995 · 1996 · 1997 · 1998 · 1999 · 2000 · 2001 · 2002 · 2003 · 2004 · 2005 · 2006 · 2007 · 2008 · 2009 · 2010 · 2011 · 2012 · 2013 · 2014 · 2015 · 2016 · 2017 · 2018 · 2019 · 2020 · 2021 · 2022 · 2023 · 2024